# Telamonia mandibulata
Telamonia mandibulata is een spinnensoort in de taxonomische indeling van de springspinnen (Salticidae).
Het dier behoort tot het geslacht Telamonia. De wetenschappelijke naam van de soort werd voor het eerst geldig gepubliceerd in 1915 door Henry Roughton Hogg.